# Zepp
Zepp là một nhóm các hội trường âm nhạc tại Nhật Bản nằm ở nhiều nơi trên cả nước. Các hội trường Zepp là nơi tổ chức rất nhiều tour du lịch quốc tế và là địa điểm phổ biến của các ca sĩ Nhật Bản. Mỗi địa điểm Zepp được đặt tên cùng với tên thành phố. Công ty Zepp là một công ty con của Sony Music Entertainment Japan. Các địa điểm Zepp được tài trợ bởi công ty bia Asahi.

## Địa điểm
Từ bắc xuống nam
Zepp Sapporo
- Thành lập: tháng 4 năm 1998
- Sức chứa: 2,009

43°02′58″B 141°21′11″Đ / 43,049309°B 141,353194°Đ
Zepp Tokyo
- Thành lập:tháng 3 năm 1999
- Sức chứa: 2,709

35°37′33″B 139°46′56″Đ / 35,625903°B 139,782278°Đ
Zepp Diver City (Tokyo)
- Thành lập: tháng 4 năm 2012
- Sức chứa: 2,473

35°37′31″B 139°46′30″Đ / 35,625139°B 139,775111°Đ
Zepp Nagoya
- Thành lập: tháng 3 năm 2005
- Sức chứa: 1,792

35°09′48″B 136°53′05″Đ / 35,1634°B 136,8846°Đ
Zepp Namba (Osaka)
- Thành lập: tháng 4 năm 2012
- Sức chứa 2,530

34°39′26″B 135°30′05″Đ / 34,657361°B 135,501306°Đ
Zepp Fukuoka
- Thành lập: tháng 6 năm 1999
- Sức chứa: 2,001

33°35′37″B 130°21′48″Đ / 33,593553°B 130,363264°Đ

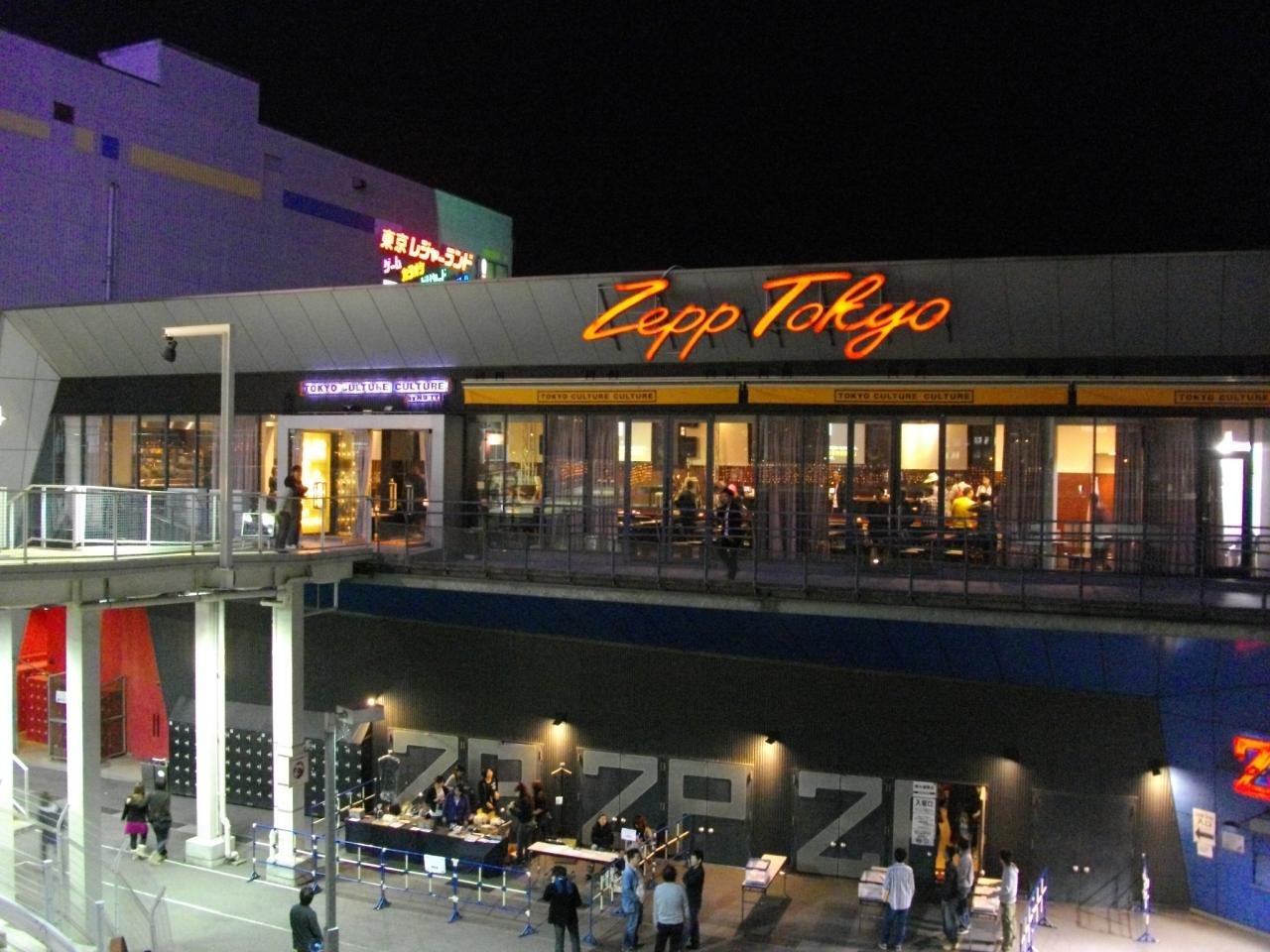
Zepp Tokyo
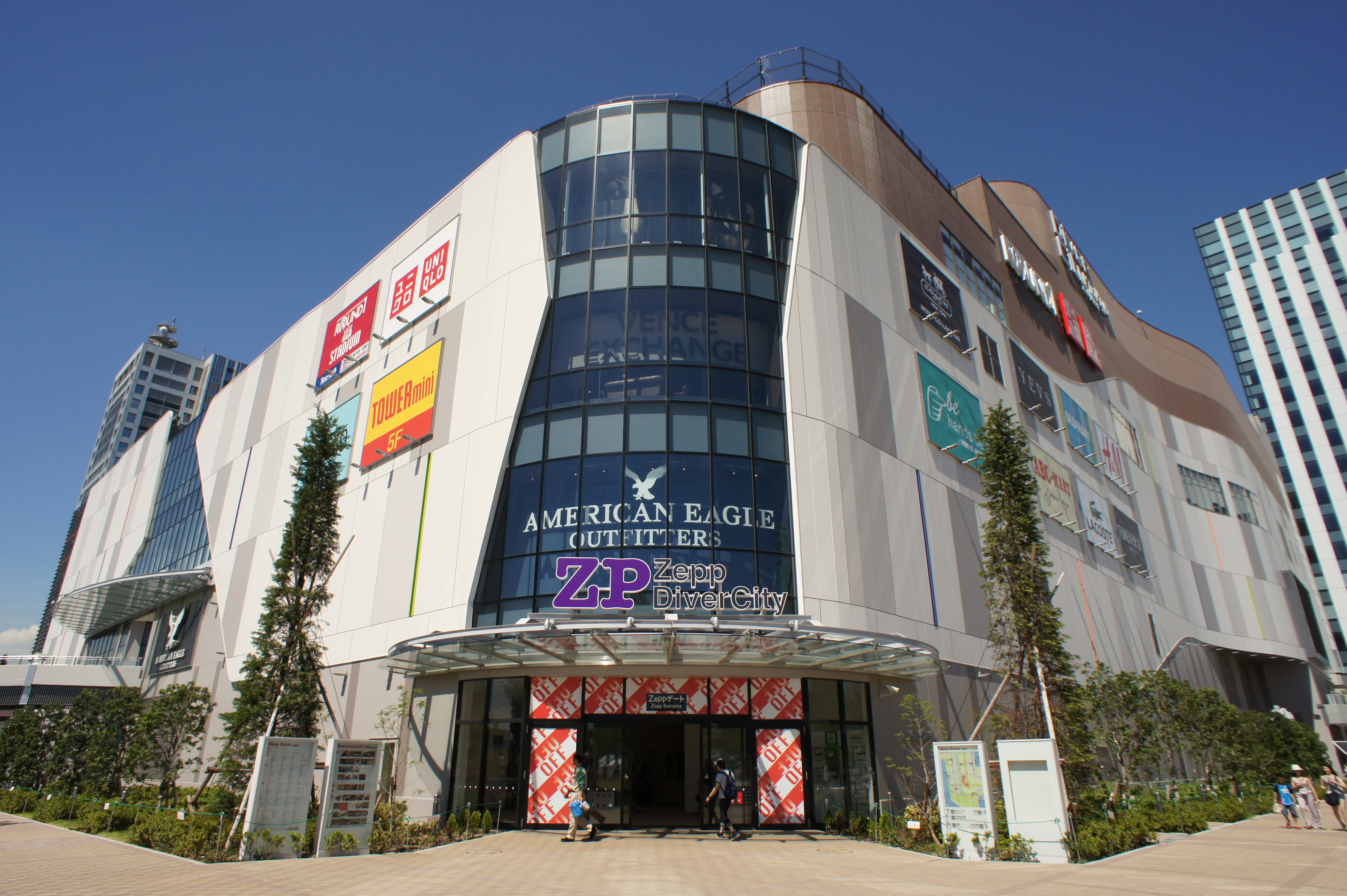
Zepp DiverCity (TOKYO)
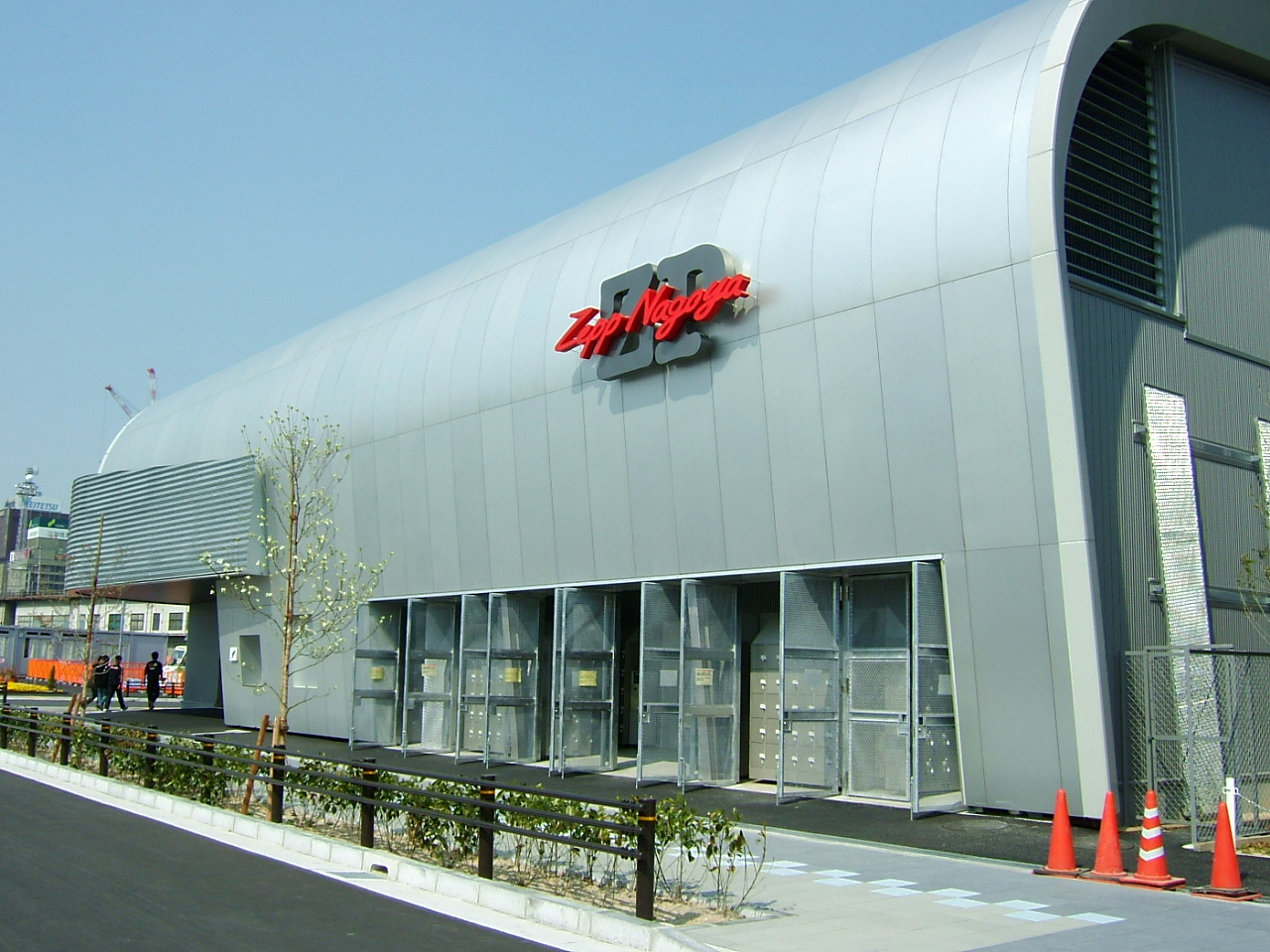
Zepp Nagoya
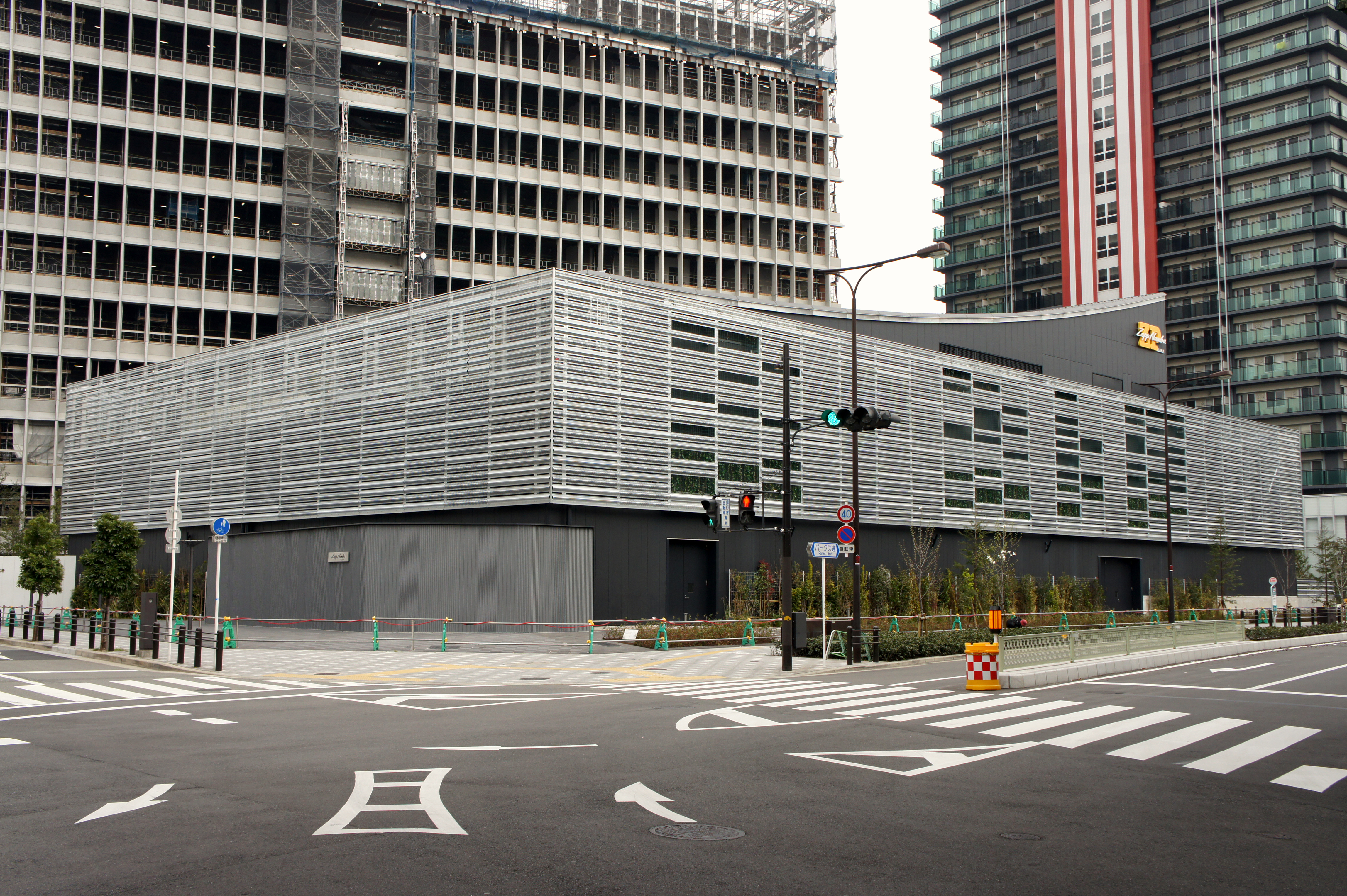
Zepp Namba (OSAKA)

## Địa điểm trước đây
Zepp Sendai
- Thành lập: 1 tháng 8 năm 2000
- Đóng cửa: tháng 7 năm 2012
- Sức chứa: 1500

38°15′38″B 140°53′01″Đ / 38,260537°B 140,883569°Đ
Zepp Osaka
- Thành lập: tháng 11 năm 1998
- Đóng cửa: tháng 4 năm 2012
- Sức chứa: 2200

34°38′28″B 135°25′01″Đ / 34,641026°B 135,416972°Đ

## Các cổ đông
- Asahi Breweries
- Avex Group
- Sony Music Entertainment Japan